# 黃順興
黃順興（1923年3月12日—2002年3月5日），中華民國、中华人民共和国政治人物，無黨籍。生於臺灣彰化縣埔心鄉，為台灣早期黨外運動人士。曾當選臺東縣議員、第五屆臺東縣縣長，後在台灣省第三選區（中中彰投）當選為第一屆第一、二次增額立法委員。後曾任中華人民共和國第七届全国人大常委会委员。

## 早年生平
1923年（大正十二年），黃順興出生於員林郡坡心庄（今彰化縣埔心鄉）的農村，:477歲時進入舊館公學校就讀。:18小學畢業後在保正的兒子蔡啟書推薦下前往日本半工半讀，進入九州熊本縣矢部農業學校。:28
黃順興在日本就學時由於嚮往中國，曾選修漢語，並在1941年（昭和十六年）5月至8月以學生身分前往滿州國旅遊學習。:341943年（昭和十八年），黃順興毕业于日本熊本农业高等学校农科，在畢業前經歷了父親的死亡，:40考取日本政府與汪精衛政府合辦的棉花推廣機構技術員，:53同年從神戶前往在上海江湾棉花改良场任职，曾一度被派往羅店鎮，見到日本軍隊侵略中國後的慘狀。也在日本投降後見到国民政府軍政人員接收上海的貪汙腐敗。:52-531945年10月自上海回到台灣基隆。:50-51在二二八事件中，黃順興遭到檢舉，一度逃亡。:72-73

## 參與台灣政治
1951年，黃順興前往台灣東部拓荒。於1957年當選台東縣議員，進入台東縣議會。:80
1950年代，黄顺兴参加台湾民主运动，支持中國統一，明确反对台獨。黄顺兴参加竞选，三次出任台东县议会议员，因敢于直言而得绰号“黄大炮”。
黃順興曾參與《公論報》的維持經營，是台湾白色恐怖时期中國國民黨迫害新聞自由的見證者之一。緣此，他常被中國國民黨渲染為中國青年黨人（抹黑宣傳：青年黨就是反對黨，反對黨就是共產黨）。與李萬居、郭雨新等人相熟的他，在臺灣黨外運動史上具有一定地位。其支持中國統一的政治立場，則與李萬居略異（李萬居反共），與郭雨新相反（郭雨新台獨）。
在台東縣議員任內，黃順興目睹議會裡充滿黨意的情形。:61到第二次選舉時黃順興就遭到中國國民黨散發傳單渲染為中國青年黨人（青年黨就是反對黨，反對黨就是反對分子，不能選他），反而使黃順興認識了青年黨成員，獲邀加入。:62
1964年，黄順興受到在野勢力推舉下參選第五屆臺東縣長選舉，最後意外當選。任内由于亲近农民，有“平民县长”的美誉。第六屆臺東縣長選舉中，國民黨提名黃鏡峰，在國民黨黨部運用軍警政人員下，黃順興被擊敗，連任失利。:269
1969年，黄順興競選國民黨政府遷臺後首屆增選立法委員選舉，黄順興於臺灣省第二選區（彰化縣以南及澎湖、台東、花蓮三縣）參選，與郭國基爭取黨外票源。最終黄順興以第五高票落敗（應選四席），為落選頭。
1972年，黄順興角逐第一次增額立法委員選舉（與1969年增選選舉不同，本屆為增額立委，非終身職）。在臺灣省第三選區（中中彰投）當選。1975年第二次增額立委選舉中連任。
1980年，创办《生活与环境》雜誌，此为台湾首个环保刊物。他还曾经担任台北富利冷冻仪器公司总经理，并且自1972年起连任两届立法委员。他和一批知识分子常抨击时政，受到中國國民黨当局的打压。1980年第三次增額立委選舉中，黄順興再度參選，唯最後受到國民黨政府賄選以及政治受難者張俊宏之妻許榮淑「代夫出征」吸收大量黨外票源，最終仍落敗。他移居日本。
1981年縣市長選舉，黄順興原本有意角逐彰化縣長選舉。然而黨外也出現年輕一代的黃石城爭取參選。在康寧祥協調下，雙方共同發表〈敬告彰化全體民眾書〉，黃順興退出彰化縣長選舉支持黃石城，公開推薦黃石城。:270-272

## 前往中國大陸
1975年，黃順興的女兒黃妮娜在日本留學時一度前往中國大陸，滯留一個半月。立刻引起國民黨政府特務的注意，:196在黃妮娜返台後，黃順興彰化及台北的住家即遭到侵入搜索，並且在黃妮娜向境管局提出出境申請後，即遭到扣留，被迫在1000W強光前不分晝夜輪流訊問70多小時，要求黃妮娜承認去中國是受到黃順興的任務指示。:197-198連黃順興也被臺灣警備總司令部副總司令阮成章中將等人疲勞轟炸，要求黃順興承認派黃妮娜前往中國大陸。:198最後黃妮娜在海外台灣留學生抗議下被判刑三年。
1985年，黄顺兴利用到美國探親的機會赴中國大陸。1986年在北京定居，任中国农业科学院顾问。1986年10月9日，中共中央总书记胡耀邦会见从台湾来大陆定居的黄顺兴、张春男。胡耀邦在此次会见中，希望黄顺兴到全国人大或全国政协参加国家的政治生活。此前，中共中央统战部曾经派人登门拜访黄顺兴，提议他出任全国政协委员，但他表示会拼命去做中国农业科学院顾问的事，暂不参加全国政协。黄顺兴对给从台湾来大陆定居的人安上全国政协委员头衔、发钱养起来的做法有看法，不愿仅仅充当装点门面的“食客”。中共中央统战部了解到他的态度后，经中共中央书记处书记习仲勋批准，决定提名黄顺兴为全国人大代表，由湖北省选举。但中共中央统战部副部长武连元向黄顺兴说明该提议时，黄顺兴回答说：“这样不行，我不是湖北人，又没有在湖北工作过，怎么去当湖北省的人民代表？局外人一看就知道这是一种‘安排’。我当人大代表，应由台湾同胞选举。当‘安排’的人大代表，会影响我在台湾同胞中的形象。”中央遂接受了黄顺兴的意见，后由全国人大台湾代表团选举黄顺兴为第七届全国人大代表，并且当选为第七届全国人大常委会委员。
1988年3月28日，第七届全国人民代表大会第一次会议在人民大会堂召开。这次会议也是全国人大首次在过道上为代表准备麦克风，每隔一、二十米竖立一个麦克风。在討論七个专门委员会组成人员时，黄顺兴走到麦克风前大声说：“我反对！”随后他讲到反对周谷城出任教科文卫委员会主任委员的理由：“我不认识这位候选人，但从简历上看，他已八十有九。这么大岁数的人，不应该再辛劳他了。应该让他好好保重身体。难道就没有年轻人为国家做事？”发言持续1分多钟，主席台上的邓小平等领导和全体代表聆听了发言。黃順興发言完毕，获得全场的热烈掌声。在意见表达程序结束后，进入表决，大会主席说出“反对的请举手”时，会场上零零落落举起手，其中台湾代表团有黄顺兴、吴国祯、刘彩品三个人举手反对。后来统计显示，此次选举有11人投反对票，61人投弃权票，周谷城最终仍当选为教科文卫委员会主任委员。这是自1954年第一届全国人民代表大会召开以来，在全国人民代表大会历史上第一次出现公开的反对票。此后，全国人民代表大会上陸續出现反对票。
此外，黄顺兴还为促进全国人民代表大会制度的发展做出了许多重要贡献。1988年，黄顺兴提议全国人民代表大会设立代表秘密投票处，该建议当即获得采纳。原先全国人民代表大会没有大会发言这项内容，黄顺兴提出，无论小组讨论如何，大会是全体代表沟通的最后机会，该权利不可剥夺，最终大会发言这条被写入人大议事规则。黄顺兴在全国人大常委会提出，允许记者进入大会会场采访，他说：“人大号称最高权力机关，类似现代国家的国会，国会怎么可以不许记者进会采访？国会讨论的情况怎么可以不马上传播出去与大众见面？外面的意见怎么可以不迅速返回来？如果这些都没有，怎么能具代表性？要建立这样一个循环，媒体记者是少不了的。世界上无论哪个国家，包括独裁的蒋介石政府都有，为什么人民民主的共和国反而没有？”全国人大常委会委员长万里很快接受了黄顺兴的意见，开放了记者室。
1992年，在第七届全国人民代表大会第五次会议上，黄顺兴要求公开发言，表达对三峡工程的不同意见，但遭到阻挠，黄顺兴等25名全国人民代表大会代表憤而退席。1993年，黄顺兴辞去了全国人大常委会委员职务。晚年，黄顺兴继续关心中华人民共和国的农业及环保工作、积极建言献策，为促进两岸同胞交流做了大量工作，继续坚持一个中国的原则，反对台独。
2002年3月5日，黃順興在北京因心臟病逝世，享壽78岁。3月13日，遗体在八宝山革命公墓火化。